# Восточно-Сибирский край
Восто́чно-Сиби́рский край — административно-территориальная единица в РСФСР, существовавшая с 30 июля 1930 года по 5 декабря 1936 года.
Административный центр — город Иркутск.

## История
30 июля 1930 года в результате разукрупнения Сибирский край был разделён на Восточно-Сибирский и Западно-Сибирский края.
Кроме того, в состав новообразованного Восточно-Сибирского края были переданы Читинский и Сретенский округа Дальневосточного края и Бурят-Монгольская АССР.
11 августа 1930 года Президиум ВЦИК постановил: «Включить в состав Восточно-Сибирского края всю территорию Красноярского округа с г. Красноярском».
В декабре 1930 года на его территории были образованы Таймырский (Долгано-Ненецкий), Эвенкийский и Витимо-Олёкминский национальные округа.
В 1931 году Восточно-Сибирский край состоял из 95 районов, 1 890 сельсоветов, 18 городов и 15 рабочих посёлков.
В марте 1934 года было принято решение о создании Читинской области в составе Восточно-Сибирского края.

Карта Восточно-Сибирского края 1935 года.

7 декабря 1934 года из состава Восточно-Сибирского и Западно-Сибирского краёв был выделен Красноярский край, в который вошли Хакасская автономная область, Таймырский и Эвенкийский национальные округа. В этот же день Читинская область была упразднена.
На 1 мая 1936 года площадь Восточно-Сибирского края составляла 1 791 тыс. км², в его состав входили 68 районов, 15 городов, 30 рабочих посёлков, 7 посёлков городского типа, 1 244 сельсовета. В 1933 году численность населения — 2 183 тыс. человек, удельный вес городского населения — 29,8 %.
5 декабря 1936 года Восточно-Сибирский край был упразднён, территория разделена между Восточно-Сибирской областью и Бурят-Монгольской АССР.

## Экономика
В экономическом отношении Восточно-Сибирский край представлял собой важный топливно-сырьевой регион. Во время индустриализации 1930-х гг., экономика края пережила бурный рост. С 1931 по 1934 добыча золота выросла более чем в 2 раза, добыча угля — на 88 %. Вводились в эксплуатацию новые угольные копи, реконструировались действующие. Разработкой оловянных месторождений в Забайкалье в 1932 году было положено создание отечественной оловопромышленности. В том же году началось сооружение предприятий по добыче и обработке полиметаллических руд в районе Норильска. Сооружались новые машиностроительные предприятия, крупные теплоэлектростанции. Высокими темпами развивалась лесодобыча и деревообработка.
В ходе коллективизации основным производителем сельскохозяйственных продуктов края стали колхозы. К началу 1932 года в них входило 56 % крестьянских дворов, к середине 1935 — 82 %. В начале 1930-х гг. коллективизация привела к снижению объёмов производства сельскохозяйственной продукции, особенно ощутимого в животноводстве. Численность лошадей в Восточно-Сибирском крае в 1933 году сократилась по сравнению с 1929 годом на 49 %, крупного рогатого скота — на 56 %, овец и коз — на 71 %, свиней — на 61 %. В 1934 году началось восстановление сельского хозяйства.
В начале 1935 года в крае действовали 55 машинно-тракторных станций, 27 совхозов. Вместе с тем уровень развития сельскохозяйственного производства в целом оставался невысоким.